# John Kostecki
John Kostecki, né le 7 juillet 1964 à Pittsburgh, est un skipper américain, vainqueur de la Volvo Ocean Race et vainqueur de la Coupe de l'America sur USA 17.

## Biographie
John Kostecki a commencé sa carrière sportive dans la baie de San Francisco.
John Kostecki  remporte dix titres de champion du monde dans différentes classes. Son premier titre remonte au championnat du monde de Sunfish en 1982. Aux Jeux olympiques d'été de 1988, il finit deuxième en Soling, avec ses équipiers William Baylis et Robert Billingham. Toujours en 1988, il remporte le championnat du monde des J/24 et le championnat du monde de Soling. Cette année, il est nommé Rolex Yachtsman of the year.
En 1997, il gagne le championnat du monde de Mumm 36, le championnat du monde de One Deing 48 et le grand prix de Malaisie. Il navigue aussi sur la Whitbread en 1997/1998.
John Kostecki devient populaire en Europe en tant que skipper du voilier allemand Illbruck Challenge pendant la Volvo Ocean Race 2001/2002. Il dirige l'équipe basée à Leverkusen, pour une écrasante victoire dans la course autour du monde considérée comme l'une des plus dures. Durant cette course, son VOR 60 bat le record le la distance parcourue en 24 heures en monocoque ; 484 milles nautiques ont été parcourus à 20 heures 02 le 30 avril pendant la 7e étape de cette Volvo Ocean Race (ce record fut ensuite validé par le WSSRC). Cela provoque un engouement pour la voile sans précédent en Allemagne qui conduit des milliers de fans de voile et de supporters d'Illbruck Challenge à accueillir Kostecki et son équipage à l'arrivée de la dernière étape Göteborg - Kiel. En 2002, Kostecki est nommé pour la seconde fois Rolex Yachtsman of the year.
Après une courte collaboration avec le défi pour la Coupe de l'America BMW Oracle Racing, il rejoint l'équipe Ericsson pour la Volvo Ocean Race 2005/2006. Il est aussi designé skipper du VOR 70 Ericsson 4 pour l'édition suivante de la course, mais il se retire en août 2007 pour des raisons familiales.
En 2008, le triple vainqueur de la Coupe de l'America Russell Coutts, peu après avoir été nommé CEO du défi de Larry Ellison, appelle John Kostecki. Le match a lieu entre le defender Alinghi et le challenger BMW Oracle à Valence en février 2010. Avec John Kostecki au poste de tacticien, le trimaran américain USA 17 gagne les deux courses contre le catamaran suisse Alinghi 5 et ramène le plus vieux trophée sportif au monde aux États-Unis après quinze ans. Il est désormais le tacticien de l'AC45 d'Oracle Racing.